# Zliv
Zliv är en stad i Tjeckien.   Den ligger i regionen Södra Böhmen, i den centrala delen av landet, 110 km söder om huvudstaden Prag. Zliv ligger 391 meter över havet och antalet invånare är 3 656. Den ligger vid sjön Bezdrev.
Terrängen runt Zliv är platt.Runt Zliv är det ganska tätbefolkat, med 52 invånare per kvadratkilometer. Närmaste större samhälle är České Budějovice, 12,9 km sydost om Zliv. I omgivningarna runt Zliv växer i huvudsak blandskog.